# Life (2015)
Life ist ein Filmdrama aus dem Jahr 2015. Die von Anton Corbijn inszenierte Filmbiografie erzählt die Geschichte der Fotoreportage, die der Fotograf Dennis Stock über den Schauspieler James Dean im Jahr 1955 anfertigte, kurz vor dessen Durchbruch mit dem Film Jenseits von Eden.

## Handlung
Der Nachwuchsfotograf Dennis Stock trifft bei einer Party des Regisseurs Nicholas Ray in Los Angeles den jungen Schauspieler James Dean. Dieser lädt ihn zu einer Probevorführung des Filmes Jenseits von Eden ein, in dem er mitspielt. Stock ist vom Film und Dean beeindruckt und schlägt vor, Fotos mit ihm zu machen. Dean ist einverstanden und stellt Stock seine Freundin Pier Angeli vor. Stock versucht den Agenturchef Morris zu überzeugen, eine Zusage des Life-Magazins für ein Foto-Essay über Dean auszuhandeln. James Dean könne ein „Symbol“ werden, weshalb er, auch um seine eigene Karriere zu befördern, „früh dran sein“ möchte. Morris ist allerdings skeptisch, da Dean nicht sehr bekannt ist. Auch Dean reagiert auf weitere Kontaktversuche von Stock abwehrend und scheint keine große Lust auf die Aufnahmen zu haben. Studiochef Warner weist Dean drauf hin, dass er „parieren“ und sein rebellisches Wesen zurückstellen muss, um ein Star zu werden. Stock trifft Dean und Angeli am roten Teppich bei der Premiere von Ein neuer Stern am Himmel, möchte aber keine Fotos von inszenierten Auftritten machen.
Beide gehen nach New York: Dean, um alte Freunde zu treffen, Stock, um seinen Sohn zu besuchen. Seine Ex-Frau wirft ihm vor, dass sein Kind ihm nicht wichtig genug sei. Morris teilt ihm die Zusage von Life für einen bescheidenen Vorschuss mit, die unter der Bedingung erfolgt, dass die Fotos bis zur Premiere von Jenseits von Eden fertig sein müssen. Auch in New York weicht Dean dem Fotografen zunächst aus. Als Morris ihn fragt, warum er die Fotos unbedingt machen wolle, sagt Stock, dass Dean „etwas Unbeholfenes, Unverfälschtes“ habe, was ihn so besonders mache. Als er Dean auf der Straße trifft, kann er erste Aufnahmen von ihm in einem Friseursalon machen. Bei einer Pressekonferenz erfährt Dean, dass Angeli Vic Damone zu heiraten beabsichtigt, was ihn schwer trifft. Er erklärt sich jetzt bereit, sich fotografieren zu lassen. Dazu nimmt er Stock in seine frühere Schauspielschule mit, wo er seine alte Freundin Veronica wiedersieht. Zusammen gehen sie anschließend zum Trinken in eine Kneipe, wo sie auch Drogen zu sich nehmen, Dean mit der eintreffenden Eartha Kitt tanzt und Stock mit Veronica intim wird.
Morris lehnt die die ersten Fotos ab, die Dean ihm zeigt. Stattdessen gibt er ihm den Auftrag für ein Set-Shooting in Japan. Das hat zur Folge, dass Stock nicht wie versprochen einige Tage mit seinem Sohn verbringen kann. Als er ihm das eingestehen will, erbricht er sich. Stock trifft sich nochmal mit Dean am Times Square, um sich von ihm zu verabschieden. Dabei fotografiert er Dean, wie dieser im Regen mit Zigarette im Mund die Straße entlang geht. Obwohl sein Manager ihn beschworen hat, seinen Verpflichtungen im Vorfeld der Premiere nachzukommen, möchte Dean in seine Heimat nach Indiana fahren. Da er zur Premiere des Films zurück sein will, entschließt sich Stock, Deans Einladung anzunehmen, mit ihm zu kommen. Im Zug erzählt Dean vom frühen Tod seiner Mutter. In Indiana verbringen sie ihre Zeit auf der Ranch von Deans Onkel und Tante, bei denen er aufgewachsen ist. Stock kann zahlreiche Aufnahmen machen, u. a. Dean in bäuerlicher Kluft vor einem Traktor und beim Vorlesen mit seinem Neffen. Es kommt aber auch zum Konflikt zwischen den beiden, als Stock eine negative Bemerkung von Dean über ihn belauscht, und daraufhin seine vorzeitige Abreise ankündigt. Um ihn zu beruhigen, liest Dean ihm das Gedicht Wir müssen heimkehren (We Must Get Home) von „Indianas Dichterfürsten“ James Whitcomb Riley vor. Auf dem Schulball seiner ehemaligen Schule, zu dem sie spontan eingeladen werden, spielt Dean mit der Band zusammen auf seiner Bongo.
Wieder in New York, besucht Stock seinen Sohn und zeigt Dean die Bilder, der von diesen sehr angetan ist. Das Life-Magazin veröffentlicht die Fotoreportage unter der Überschrift „Moody New Star“ auf vier Seiten, wofür Stock von Morris ein Kompliment bekommt. Dean „schwänzt“ die Premiere zum großen Verdruss von Warner und fordert Stock auf, mit ihm „abzuhauen“, was dieser aber ablehnt. Im Flugzeug nach Los Angeles kommt Dean beim Beobachten eines kleinen Jungen wieder Rileys Gedicht in den Kopf, während sein Neffe in Indiana die Fotos in der Zeitschrift betrachtet.
Im Abspann werden die tatsächlich von Stock gemachten Aufnahmen gezeigt. Auf einer Texttafel ist zu lesen, dass die Fahrt nach Indiana Deans letzter Besuch in seiner Heimat vor seinem Tod war.

## Rezeption
Frédéric Schwilden lobt in der Welt das „wunderbare“ Szenenbild und tadelt die schauspielerische Leistung von Pattinson, dessen Mimik facettenarm sei. Der Film beschwöre „jene nostalgische Fantasie“, die auch heute noch der Grund dafür sei, dass „wir Amerika so toll finden“. Der Film wolle zudem die „Kraft guter Fotografie und das Gespür guter Fotografen“ zeigen.
Hannah Pilarczyk schreibt im Spiegel, das „Experiment ‚Life‘ sei 110 Minuten leidlich gut aufgegangen“, bis im Abspann die Originalaufnahmen gezeigt werden. Diese seien „unwiderstehlich. Und leider auch unnachahmlich.“ Corbijn wisse als Fotograf, „wie spannungsreich das Verhältnis von Porträtisten und Porträtiertem sein kann“, und diese Erfahrung mache die Prämisse von Life so reizvoll.
Carsten Baumgardt meint bei Filmstarts, Life sei „atmosphärisch-stilvolles, gut gespieltes Retro-Kino für Filmliebhaber und James-Dean-Fans und gleichzeitig eine feinsinnige Reflektion über Hollywood und Fotografie, Schein und Sein“. Der Film habe aber auch Längen, und gegen Ende übertreibe es Corbijn mit den „endlosen selbstreflexiven Monologen der beiden Protagonisten“.